# EHC Wiki-Münsingen
EHC Wiki-Münsingen  ist ein Schweizer Eishockeyverein aus der viertklassigen 1. Liga, der seine Spiele aktuell im Sportzentrum Sagibach in Wichtrach austrägt.

## Geschichte

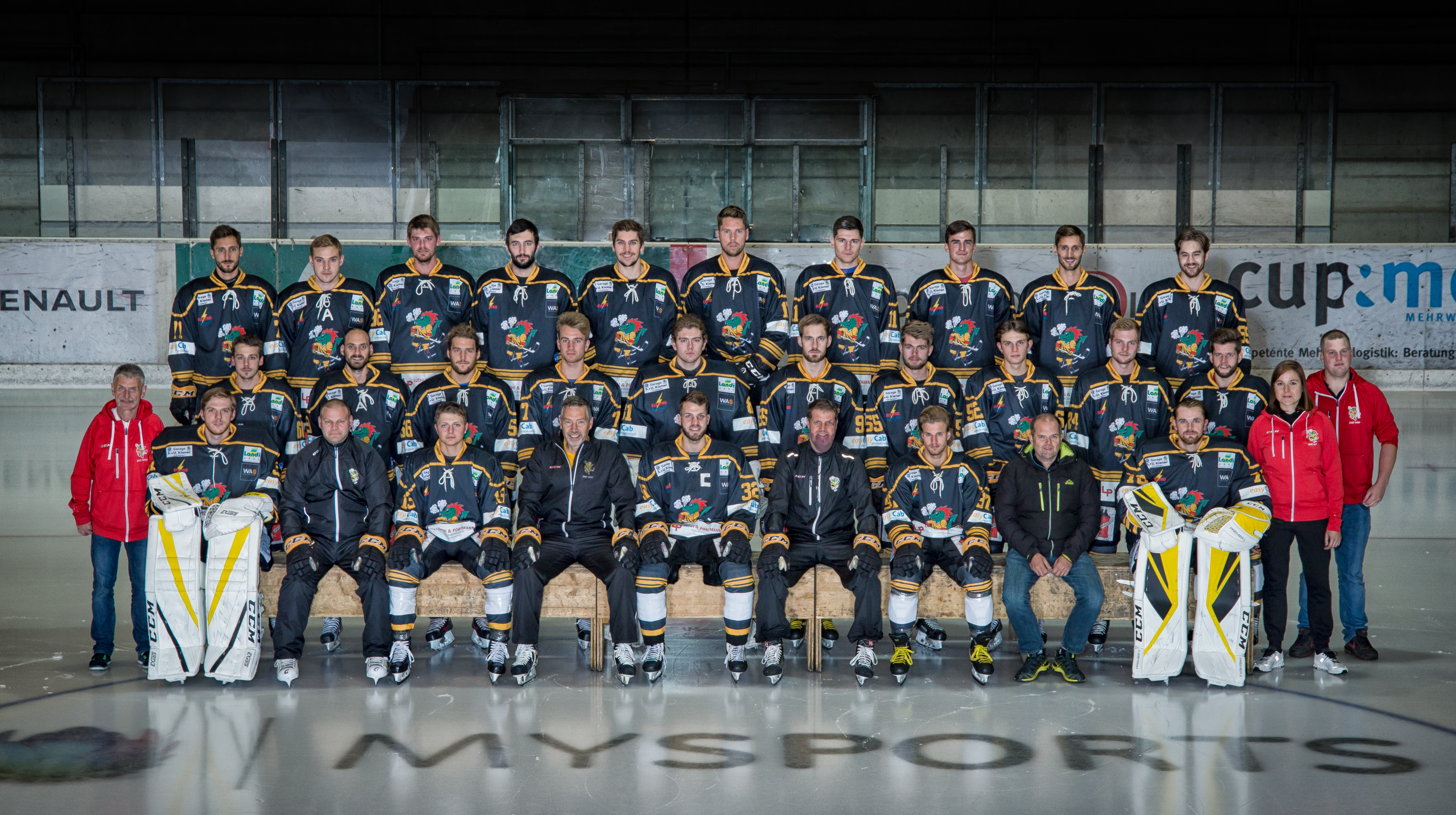
Mannschaftsfoto der Saison 2018/19

Der Name Wiki geht auf die Vorgängervereine SC Wichtrach und HC Kirchdorf zurück, welche 1944 zum EHC Wiki fusionierten. Nachdem 1977 auch der SC Gerzensee in den Verein eingegliedert wurde, kam es 1984 zur Fusion mit dem EHC Münsingen. Nach einigen erfolglosen Anläufen in Münsingen eine Kunsteisbahn zu realisieren, spielt der Verein seit 1996 im neu gebauten Sportzentrum Sagibach in Oberwichtrach. 1999 erreicht der Verein seinen grössten Erfolg mit einem Amateur-Meistertitel. 2018 wurde der Verein aus dem Berner Aaretal in die MySports League aufgenommen. 2022 stieg der Verein wieder in die 1. Liga ab.